# 해킹
해킹(security hacking)은 타인의 컴퓨터 시스템에 무단 침입하여 데이터에 접속할 수 있는 권한을 얻는 것이다. 전자 회로나, 컴퓨터의 하드웨어, 소프트웨어, 네트워크, 웹사이트 등 각종 정보 체계가 본래의 설계자나 관리자, 운영자가 의도하지 않은 동작을 일으키도록 하거나 체계 내에서 주어진 권한 이상으로 정보를 열람, 복제, 변경 가능하게 하는 행위를 광범위하게 이르는 말로도 쓰인다.
또한 해킹은 크래킹과 개념이 다르다. 해킹이 다른 사람의 통신망에 정당한 접근 권한 없이 접근하거나 허용된 접근 권한의 범위를 초과하여 침입하는 행위 자체를 의미한다면, 크래킹은 그러한 불법적 접근을 통해 다른 사람의 컴퓨터 시스템이나 통신망을 파괴하는 행위를 일컫는다. 해커는 해킹을 하는 사람을 말한다.

## 낱말의 유래
본래 거칠게 자르거나 헤집는다는 뜻의 해크(영어: hack)이라는 낱말에 지금의 의미를 부여한 것의 유래는 분명하지 않으나 미국 매사추세츠 공과대학교(MIT)에서 한 동아리 회원들이 자신들을 해커(hacker)라고 부른 데에서 유래했다는 설이 있다.

## 개념 정의
해킹의 정의는 시간에 따라 변화되어 왔다. 초기에는 '컴퓨터의 호기심이나 지적욕구의 바탕 위에 컴퓨터와 컴퓨터간의 네트워크를 파괴하는 행위'를 말했다. 이후 악의적인 행동이 늘어나면서 '다른 컴퓨터 시스템에 액세스할 때 파괴적인 계획을 갖고 침입하는 행위'라는 부정적 의미를 갖게 되었으며, 일명 크래킹이라 하였다.
현재 사용하고 있는 해킹이란 의미는 대체적으로 '어떠한 의도에 상관없이 다른 컴퓨터에 침입하는 모든 행위'로서 전산망을 통하여 타인의 컴퓨터 시스템에 액세스 권한 없이 무단 침입하여 부당 행위를 하는 것을 말하며, 여기서 부당 행위란 불법적인 시스템 사용, 불법적인 자료 열람, 유출 및 변조 등을 뜻한다. 반면 긍정적 의미로는 '각종 정보 체계의 보안 취약점을 미리 알아내고 보완하는 데에 필요한 행위'란 뜻을 가지고 있다.

## 무선해킹
조금 더 나아가, 해킹의 형태나 방식을 알아보면 유선 네트워크 환경에서 멀웨어, DDos, 정보탈취 등 다양한 해킹 형태로 진행 중인 유선해킹과 기업 내 Wi-Fi 무선랜 환경을 통해 내부망에 접속해 위협하는 해킹 형태인 무선 네트워크 해킹 그리고 무선 스파이칩 또는 비인가 장치를 바로 서버에 연결해 외부에서 무선 전파로 조종하는 해킹 형태인 무선 데이터 해킹 등이 있다.
대응 방식으로 NAC(Net Access Control) IP 및 네트워크 접근제어로 유선 네트워크 보안환경을 구축하거나, IPS(Intrusion Prevention System) 또는 WIPS(Wireless IPS) 침해 방지 시스템을 구축하여 유무선 네트워크 보안환경을 구축할 수 있다. 하지만 무선 데이터 해킹으로부터의 보안을 위해서는 전체 무선 주파수를 분석하고 탐지하는 것이 필요하다.
무선 데이터 해킹의 경우, 자연스럽게 공급되는 IT장비를 통한 위험성이 상시 존재한다. 예를 들어 서버 메인보드에 스파이칩이 심어진 형태로 공급되는 경우에는 서버 설계도에 따라 부품을 하나하나 대조해 보지 않는 이상 확인이 불가능하며, 놀랍게도 일반적인 무선 키보드나 무선 마우스 등 PC 주변 장치나 일상생활 용품 어디에도 자연스럽게 내장되어 공급될 수도 있다. 이러한 경우, USB메모리와 달리 별다른 보안 절차 없이 서버 PC와 연결되어 해킹 도구로 사용이 가능하다. 무선 데이터 해킹 장치는 점점 고성능화 및 소형화 되는 추세이며, Wi-Fi나 Bluetooth 등을 포함해 다양한 무선통신 기술이 적용된다. 특정 무선통신기술을 활용한 제품의 경우 수십km 떨어진 거리에서도 무선해킹을 통한 데이터 송수신이 가능하다.
이러한 무선 데이터 해킹 방식은 기업이나 기관의 외부망과 내부망을 분리하여 외부 공격에 충분히 대응할 수 있도록 체계를 갖춰 놓은 상태더라도 내부 서버에 무선 스파이칩만 연결하면 외부에 있는 해커가 마음대로 활동이 가능하여 기존의 보안체계가 무용지물이 될 우려가 높고, 흔적이 남게 되는 유선 해킹과는 달리, 내부망에 직접 연결하는 무선 데이터 해킹은 해커가 일부러 흔적을 남기지 않는 이상 흔적이 남지 않아 피해 사례 파악이 어렵다.

## 법률적 해석
대한민국의 정보통신망 이용촉진 및 정보보호 등에 관한 법률은 해킹을 "침해사고"의 한 원인으로 나열하고 있다.
"침해사고"란 해킹, 컴퓨터바이러스, 논리폭탄, 메일폭탄, 서비스 거부 또는 고출력 전자기파 등의 방법으로 정보통신망 또는 이와 관련된 정보시스템을 공격하는 행위를 하여 발생한 사태를 말한다.— 정보통신망 이용촉진 및 정보보호 등에 관한 법률, 제2조 7호

## 사회 문제
진용진은 불법 게임 핵을 성인층이 제작하고 판매하여 유통한다는 고정관념과 달리 일부 청소년층도 게임 핵 유포자에 포함되어 있다고 증언하였다.

## 같이 보기

### 유사 개념 · 파생 개념
- 크래킹
- 웹해킹
- 취약점 공격(익스플로잇)
- 사이트 간 스크립팅(XSS)
- 사회 공학
- iOS 탈옥
- 라이프핵 - 분야불문 모든 일상생활의 효율성을 높여주는 팁이나 테크닉

### 해커
- 해커
- 화이트햇 해커
- 블랙햇 해커
- 그레이햇 해커
- 레드 해커
- 스크립트 키디

### 관련 기관 · 단체
- 국가사이버안전센터 (국정원 소속)
- 사이버안전국 (경찰청 소속)
- 대한민국 방송통신위원회
- 대한민국의 해커그룹